# Egle Renata Trincanato
Egle Renata Trincanato (Roma, 3 giugno 1910 – Mestre, 5 marzo 1998) è stata un'architetta italiana.

## Biografia
Figlia di Alessandro e Antonietta Alice Formenti, nacque a Roma dove il padre, commerciante originario di Piove di Sacco, si trovava in quel momento per affari. A causa del suo lavoro la famiglia si trasferì più volte (a Mira, a Trieste, nuovamente a Mira e a Fiume) prima di stabilirsi definitivamente a Venezia, nel sestiere di San Polo, nel 1926.
Prima donna dell'ateneo veneziano, si laurea in architettura nel 1938 con Guido Cirilli.
Nel 1937 conosce l'architetto palermitano Giuseppe Samonà, con il quale instaura un importante sodalizio professionale e accademico. Dal 1939 è assistente di Elementi di architettura e rilievo dei monumenti.
Pubblica i suoi studi sulla morfologia e il tessuto edilizio residenziale di Venezia in Venezia minore (1948). 
In parallelo si dedica allo studio di nuovi tipi di edilizia residenziale mirati a risolvere i problemi della città contemporanea, esponendo alla settima edizione dei Congrés Internationaux de Architecture Moderne (Ciam) del 1954.
Con Samonà realizza l'edificio INA-Casa di Treviso (1949-1953), i nuovi uffici dell'INAIL a Venezia (1951-1956) e collabora alla progettazione sperimentale del quartiere INA-Casa San Giuliano a Mestre. 
A seguito di questo incarico, la gestione Ina-casa le affida la realizzazione di edifici a Sant'Agata sul Santerno (RA) (1952-1956) e le case Incis al Lido di Venezia (1954-1957).
Dal 1954 al 1964 assume il prestigioso incarico di direttore di Palazzo Ducale, impegnandosi nel restauro di Palazzo Ducale, Ca' Pesaro, Museo Correr, Ca' Centani Goldoni, e cura l'ideazione e l'allestimento di importanti mostre di pittura veneziana.
Presenza attiva nell'Istituto nazionale di urbanistica (INU) fin dal 1954, risulta strenuamente impegnata nella battaglia per la salvaguardia di Venezia, con articoli, convegni e mostre dedicate ai problemi della città lagunare,Venezia viva, e Dietro i palazzi, e al destino dei centri storici italiani.
Collabora con Samonà, sia in ambito universitario sia professionale, a piani e progetti di concorso per la nuova Sacca del Tronchetto a Venezia (1964), per i nuovi complessi universitari a Cagliari e in Calabria (1972-1973), per il Centro direzionale di Firenze, per l'arco trionfale della Tête Défense a Parigi (1977-1982).

## Opere
Progetti principali
- 1944-1947 - Progetto di sistemazione del centro parrocchiale di La Salute di Livenza (VE)
- 1946 - Progetto di concorso per l'ospedale al mare del Lido di Venezia
- 1947 - Progetto di concorso per case nel litorale sud e nord della laguna di Venezia: Burano e Pellestrina
- 1947 - Progetto di concorso per il nuovo albergo Danieli sulla Riva degli Schiavoni, Venezia
- 1949-1953 - Edificio ad uso botteghe, uffici e abitazioni dell'Ina, (con G. Samonà), Treviso
- 1950-1956 - Restauro e trasformazione del vecchio stabile dell'Inail, (con G. Samonà), Venezia
- 1950-1962 - Quartiere Ina-casa San Giuliano (L. Piccinato e G. Samonà coordinatori), 1º, 2º, 3º nucleo Primo settennio, 5°, 7° 8º nucleo, Secondo settennio, Mestre, Venezia
- 1950-1951 - Quartiere Ina-casa a Sant'Agata sul Santerno (RA)
- 1953-1954 - Quartiere Ina-casa, lotto Incis Ca' Bianca, Lido di Venezia
- 1954 - Allestimento e ideazione della mostra Venezia viva a palazzo Grassi, Venezia
- 1954-1964 - Interventi di restauro a Ca' Pesaro, Ca' Rezzonico, Museo Civico Correr, Ca' Centanni Goldoni, Museo Vetrario di Murano, Venezia
- 1954-1964 - Allestimento delle mostre: Lorenzo Lotto, Giorgione e i giorgioneschi, Carlo Crivelli e crivelleschi, La pittura del Seicento a Venezia, Vittore Carpaccio, a palazzo Ducale e a Ca' Pesaro, Venezia
- 1957 - Piano regolatore generale di Cavarzere (con G. Samonà, L. Bellemo, C. Dardi)
- 1960-1968 - Progetto di risanamento e restauro del lotto edilizio delle Burchielle (con studio G. e A. Samonà)
- 1964 - Progetto di concorso per il Piano particolareggiato della nuova Sacca del Tronchetto a Venezia, motto "Novissime" (G. Samonà capogruppo)
- 1972-1988 - Risanamento e ristrutturazione del centro storico di Ancona: progetto di ricostruzione dei rioni Capodimonte e Guasco S. Pietro (con R. Ballardini, G. Cristinelli, B.P. Torsello)
- 1972-1973 - Progetti di concorso per nuovi complessi universitari a Cagliari e in Calabria (G. Samonà capogruppo)
- 1977 - Progetto di concorso per il Centro Direzionale di Firenze (G. Samonà capogruppo)
- 1982 - Progetto di concorso internazionale d'architettura per la Tête Défence (con studio G. e A. Samonà)
- 2013 - Saverio Muratori e Egle Renata Trincanato: la nascita del restauro urbano in Italia - Giuseppe Cristinelli - GB Editoria                                                                             -

## Archivio
Il fondo Egle Renata Trincanato è conservato presso l'Università IUAV Istituto Universitario di Architettura di Venezia, Archivio Progetti.